# Familia de Temis (astronomía)
La familia de Temis es una familia de Hirayama (teniendo elementos orbitales similares) encontrada en una región externa del cinturón de asteroides, entre las órbitas de Marte y Júpiter. A una distancia media de 3,13 ua del Sol, es una de las familias de asteroides más numerosa. Se compone de un núcleo bien definido de asteroides más grandes y una región circundante de otros más pequeños. Este grupo básico incluye (y lleva su nombre) al asteroide Temis, descubierto el 5 de abril de 1853 por el astrónomo italiano Annibale de Gasparis.
Los asteroides de la familia de Temis comparten los siguientes elementos orbitales:
- Semieje mayor entre 3,08 ua y 3,24 ua
- Excentricidades orbitales entre 0,09 y 0,22
- Inclinaciones orbitales menores a 3°

La familia de Temis es una de las familias más grandes y dinámicas reconocida de asteroides y se compone de asteroides de tipo C con una composición que se cree que es similar a la condrita carbonáceas.

## Miembros principales
Hasta la fecha, la familia de Temis comprende aproximadamente 535 asteroides conocidos. Los más importantes son:
| Nombre | Nombre   | Diámetro medio | Semieje mayor | Inclinación orbital | Excentricidad | Descubrimiento |
| ------ | -------- | -------------- | ------------- | ------------------- | ------------- | -------------- |
| 24     | Temis    | 228 km         | 3,130 UA      | 0,760°              | 0,132         | 1853           |
| 62     | Erato    | 95,4 km        | 3,121 UA      | 2,22°               | 0,179         | 1860           |
| 90     | Antiope  | 110,0 km       | 3,156 UA      | 2,220°              | 0,156         | 1866           |
| 104    | Clímene  | 123,7 km       | 3,155 UA      | 2,798°              | 0,150         | 1868           |
| 171    | Ofelia   | 116,7 km       | 3,134 UA      | 2,545°              | 0,128         | 1877           |
| 468    | Lina     | 69,3 km        | 3,133 UA      | 0,440°              | 0,198         | 1901           |
| 526    | Jena     | ?              | 3,117 UA      | 2,172°              | 0,139         | 1904           |
| 846    | Lipperta | ?              | 3,121 UA      | 0,266°              | 0,187         | 1916           |